# Jemma Griffiths
Jemma Griffiths (Wales, Penarth, 1975. június 18.), művésznevén Jem eklektikus zenei stílusáról ismert walesi énekes és dalszerző. Első albumán, a 2004-ben megjelent Finally Wokenen rock, new wave-stílusú elektronikus zene és trip-hop-hatások is érezhetőek. Második albuma, a Down to Earth 2008-ban jelent meg.

## Élete
Jem a walesi Penarthban született, egy kisvárosban Cardiff közelében. Testvérei Chloe, Justin és Georgia; Justin és Georgia a The Weapons együttes énekesei.
Jem már tizenhárom évesen elkezdett énekelni és dalokat írni, később azonban úgy döntött, jogot tanul a Sussexi Egyetemen. Bár végül lediplomázott, egyetemi éveit nem annyira tanulással töltötte, inkább zenével: night clubok promóciójával foglalkozott, és segített a Marine Parade Records lemezcég indításában. Állítása szerint „órákra olyan ritkán járt be, amennyire csak lehetett anélkül, hogy kirúgták volna”.
1999 novemberében, összeállított egy mobilstúdiót, és tovább fejlesztette zeneszerzői és produceri képességeit. Négy demót fejezett be, ezek indították el végül a zenei pályán. Ezután Londonba költözött, ahol Guy Sigsworthszel dolgozott (vele írta a Nothing Fails című dalt, melyet később Madonna feldolgozott 2003-ban megjelent American Life című albumán), majd Brooklynba, ahol Ge-Ologyval (Mos Def, Talib Kweli) dolgozott együtt. 2002 őszén találkozott Yoad Nevóval, aki a társproducere lett.

### Pályafutása
Jem karrierje 2002-ben kezdődött, amikor Finally Woken című dalának egy demóváltozatát lejátszotta a Los Angeles-i KCRW rádió. Ez a dal lett a rádióadó hallgatói által legtöbbször kért dal, és Jem bekerült az adó öt legtöbbet játszott előadója közé, még azelőtt, hogy bármilyen lemezcéghez tartozott volna. Bruce Flohrt annyira lenyűgözték Jem demófelvételei, hogy lemezszerződést ajánlott neki Dave Matthews ATO lemezcégénél. Itt jelent meg 2003 őszén közepesen sikeres EP-je, az It All Starts Here (amelyen már az első album több száma is hallható volt), majd első albuma, a Finally Woken 2004 márciusában.
Első kislemeze, a 24 2003-ban csak korlátozott példányszámú promóciós kislemezként jelent meg. Az ezt követő kislemez, a They az Egyesült Királyságban jelent meg 2004-ben, ez volt első nagyobb sikere, és egyben az első dal, melyhez videóklip is készült. Egy remixe volt az első kiadvány, amit Jem bakelitlemezekkel foglalkozó lemezcége, a CrazyWiseMusic megjelentetett. Az albumról további kislemezek jelentek meg az Egyesült Királyságban, majd Jem megkezdte a munkálatokat második albumán.
Miközben az albumon dolgozott Lester Mendezzel, írt egy dalt Once in Every Lifetime címmel az Eragon című filmhez. Jem második albuma, a Down to Earth 2008. szeptember 16-án jelent meg. Első kislemeze, az It’s Amazing hallható a Szex és New York mozifilmben. A hivatalos sajtókiadvány szerint az albumon hallható „egy kis hiphop, egy kis funk, egy kis rock, extra adag dance, és ezúttal némi kubai salsa és japán ritmusok is.”
Jem zenéje több tévésorozatban is hallható, többek közt a Született feleségekben és a Grace klinikában; a Wish I című dal a Celebrity Love Island című műsor főcímdala volt.
Jem számos műsorban fellépett, közte a KCRW Radióban 2002-ben és 2004-ben; a WOXY internetes rádióban 2004-ben; a Coachella Valley Music and Arts Festivalon, a Sasquatch! Music Festivalon, a V Festivalon és a Top of the Popson 2005-ben.
Hivatalos weboldala szerint épp harmadik stúdióalbumán dolgozik, ami 2011 nyarán fog megjelenni. Emellett évek óta tanul filmkészítést és forgatókönyvírást, és tervei szerint filmet is szeretne rendezni.

### Hatások
Jemre számos zenei stílus hatással volt. Ő maga úgy jellemzi zenéjét, hogy „soul, hiphop, reggae, dance, filmzene, klasszikus zene és giccses szerelmes dalok különös keveréke”, amire minden hatással volt Stevie Wondertől a Braveheart filmzenéjéig.

## Magánélet
Jem 2010 szeptemberében férjhez ment Joseph George zenészhez.

## Diszkográfia
| 2003 | It All Starts Here… - Formátum: CD        |    |     |    | — |
| 2004 | Finally Woken - Formátum: CD, letöltés    | 6  | 197 | 11 | — |
| 2008 | Down to Earth - Formátum: CD, letöltés    | 64 | 43  | —  | 4 |
| 2016 | Beachwood Canyon - Formátum: CD, letöltés | —  | —   | —  | — |

### Kislemezek
| Év   | Kislemez       | Listás helyezések | Listás helyezések | Listás helyezések | Listás helyezések | Listás helyezések | Listás helyezések | Listás helyezések | Listás helyezések | Listás helyezések | Listás helyezések | Album         |
| Év   | Kislemez       | UK                | IRE               | AUS               | ITA               | AUT               | NDL               | GER               | SWE               | CAN               | USA               | Album         |
| ---- | -------------- | ----------------- | ----------------- | ----------------- | ----------------- | ----------------- | ----------------- | ----------------- | ----------------- | ----------------- | ----------------- | ------------- |
| 2005 | They           | 6                 | 8                 | 28                | 31                | 15                | 27                | 45                | 47                | —                 | —                 | Finally Woken |
| 2005 | Just a Ride    | 16                | 27                | —                 | —                 | —                 | —                 | —                 | —                 | —                 | —                 | Finally Woken |
| 2005 | Wish I         | 24                | 27                | —                 | —                 | —                 | —                 | —                 | —                 | —                 | —                 | Finally Woken |
| 2005 | 24             | —                 | —                 | —                 | —                 | —                 | —                 | —                 | —                 | —                 | 98                | Finally Woken |
| 2008 | It’s Amazing   | —                 | —                 | —                 | —                 | —                 | —                 | 77                | —                 | —                 | —                 | Down to Earth |
| 2008 | Crazy          | —                 | —                 | —                 | —                 | —                 | —                 | —                 | —                 | 97                | —                 | Down to Earth |
| 2009 | And So I Pray  | —                 | —                 | —                 | —                 | —                 | —                 | —                 | —                 | —                 | —                 | Down to Earth |
| 2009 | I Want You To… | —                 | —                 | —                 | —                 | —                 | —                 | —                 | —                 | —                 | —                 | Down to Earth |

### Vendégszereplések
| Dal                     | Albumcím                                                        | Év   | Album típusa   |
| ----------------------- | --------------------------------------------------------------- | ---- | -------------- |
| Just a Ride             | Music from the OC: Mix 1                                        | 2004 | filmzenealbum  |
| Maybe I’m Amazed        | Music from the OC: Mix 2                                        | 2004 | filmzenealbum  |
| Amazing Life            | Six Feet Under, Vol. 2: Everything Ends                         | 2005 | filmzenealbum  |
| Easy Way Out            | Carmen Rizzo – The Lost Art of the Idle Moment                  | 2005 | stúdióalbum    |
| The Thieves             | Weapons                                                         | 2006 | stúdióalbum    |
| Once in Every Lifetime  | Eragon                                                          | 2006 | filmzenealbum  |
| Everytime               | Vusi Mahlasela – Guiding Star                                   | 2007 | stúdióalbum    |
| Ecouter                 | Carmen Rizzo – Ornament of an Imposter                          | 2008 | stúdióalbum    |
| It’s Amazing            | Szex és New York (filmzene)                                     | 2008 | filmzenealbum  |
| Yellow                  | Sweetheart: Our Favorite Artists Sing Their Favorite Love Songs | 2009 | Válogatásalbum |
| Until the Morning Comes | Glass Pear: Until the Morning Comes                             | 2009 | Kislemez       |

### Jem dalai filmekben és tévésorozatokban
| Dal                    | Film                               | Év   | Itt hallható                      |
| ---------------------- | ---------------------------------- | ---- | --------------------------------- |
| Come on Closer         | Closer                             | 2004 | filmelőzetes                      |
| Come on Closer         | Las Vegas                          | 2006 | nem hivatalos filmzene            |
| Come on Closer         | Life As We Know It                 | 2004 | részlet                           |
| Come on Closer         | Született feleségek                | 2004 | 1. évad reklámja                  |
| Wish I                 | Celebrity Love Island              | 2004 | főcímdal                          |
| Wish I                 | Grey’s Anatomy 1. évad, 7. epizód  | 2005 | nem hivatalos filmzene            |
| Maybe I’m Amazed       | The OC                             | 2004 | hivatalos filmzene                |
| Just a Ride            | The OC                             | 2004 | hivatalos filmzene                |
| Just a Ride            | Monster-in-Law                     | 2005 | hivatalos filmzene                |
| Just a Ride            | The Prince and Me                  | 2005 | hivatalos filmzene                |
| Just a Ride            | Grey’s Anatomy 2. évad, 2. epizód  | 2005 | nem hivatalos filmzene            |
| They                   | Crossing Jordan                    | 2004 | nem hivatalos filmzene            |
| They                   | Grey’s Anatomy 1. évad, 1. epizód  | 2005 | nem hivatalos filmzene            |
| They                   | The X Effect                       | 2005 | főcímdal                          |
| They                   | Strictly Come Dancing              | 2007 | argentin tangószám (5/8. sorozat) |
| Save Me                | Grey’s Anatomy 1. évad, 6. epizód  | 2005 | nem hivatalos filmzene            |
| Flying High            | Wonderfalls 1. évad, 11. epizód    | 2004 | nem hivatalos filmzene            |
| Flying High            | Grey’s Anatomy 2. évad, 20. epizód | 2005 | nem hivatalos filmzene            |
| Flying High            | One Tree Hill 2. évad, 15. epizód  |      | nem hivatalos filmzene            |
| Flying High            | Laguna Beach                       |      | nem hivatalos filmzene            |
| Amazing Life           | Six Feet Under                     | 2005 | hivatalos filmzene                |
| Amazing Life           | Lexus ES 350                       | 2006 | reklám                            |
| 24                     | Ultraviolet                        | 2006 | filmelőzetes                      |
| 24                     | Smallville                         | 2005 | nem hivatalos filmzene            |
| 24                     | Center Stage: Turn It Up           | 2008 | nem hivatalos filmzene            |
| 24                     | Without a Trace                    | 2005 | trailer                           |
| Once in Every Lifetime | Eragon                             | 2006 | hivatalos filmzene                |
| California Sun         | Grey’s Anatomy 3. évad, 22. epizód | 2007 | nem hivatalos filmzene            |
| It’s Amazing           | Sex and the City: The Movie        | 2008 | hivatalos filmzene                |
| It’s Amazing           | Medium, 5. évad 89-90. epizód      | 2009 | nem hivatalos filmzene            |
| Crazy                  | Gossip Girl – A pletykafészek      | 2008 | nem hivatalos filmzene            |
| I Always Knew          | 90210                              | 2008 | nem hivatalos filmzene            |
| Keep On Walking        | Damages 2. évad 13. epizód         | 2009 | nem hivatalos filmzene            |